# Liste des îles de Mayotte

Carte topographique de Mayotte.

Cet article recense les îles de Mayotte. 
En shimaoré, « île » se dit Chissioua. 

## Généralités

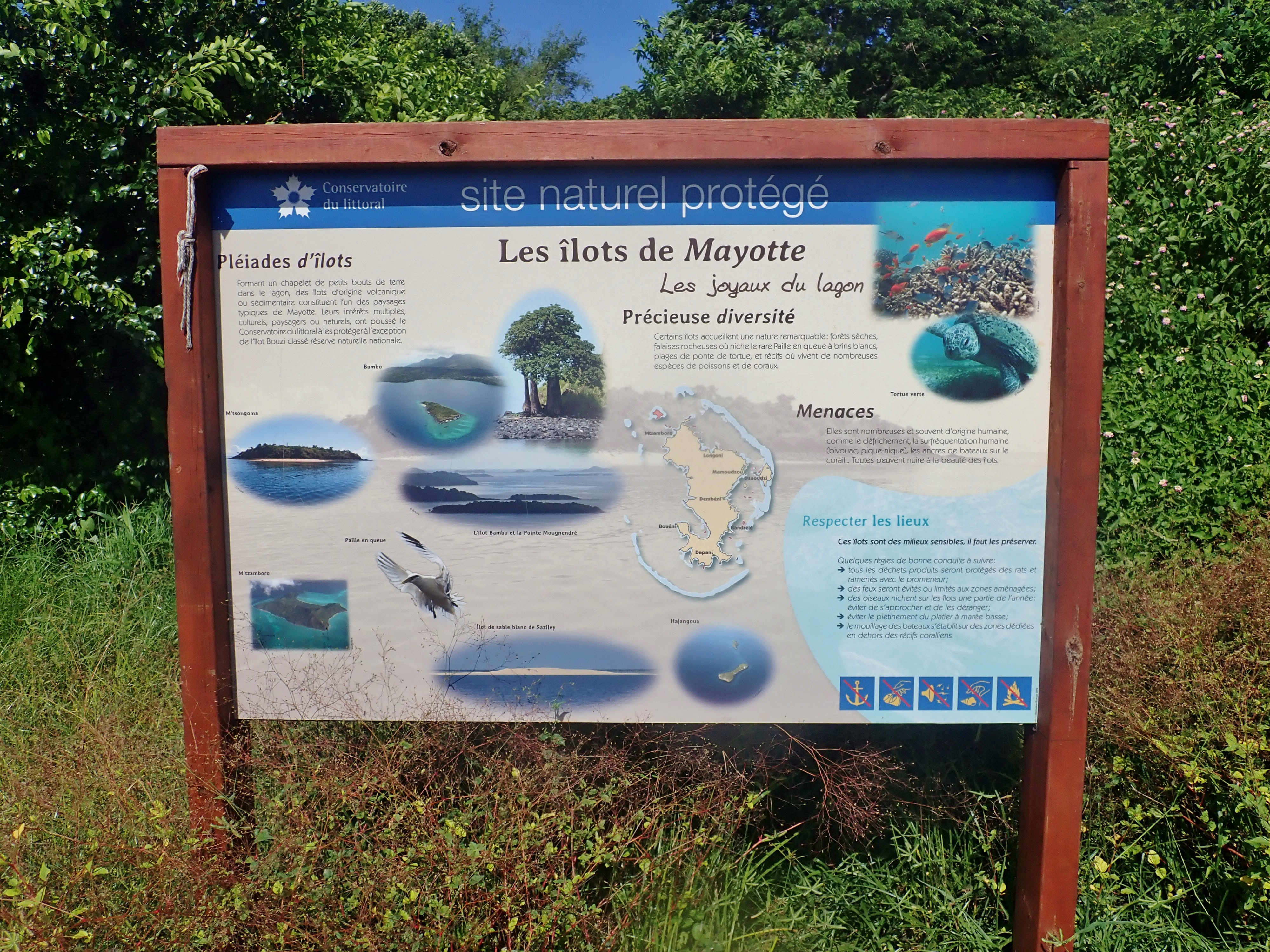
Panneau de réglementation environnementale à destination des usagers des îlots de Mayotte.

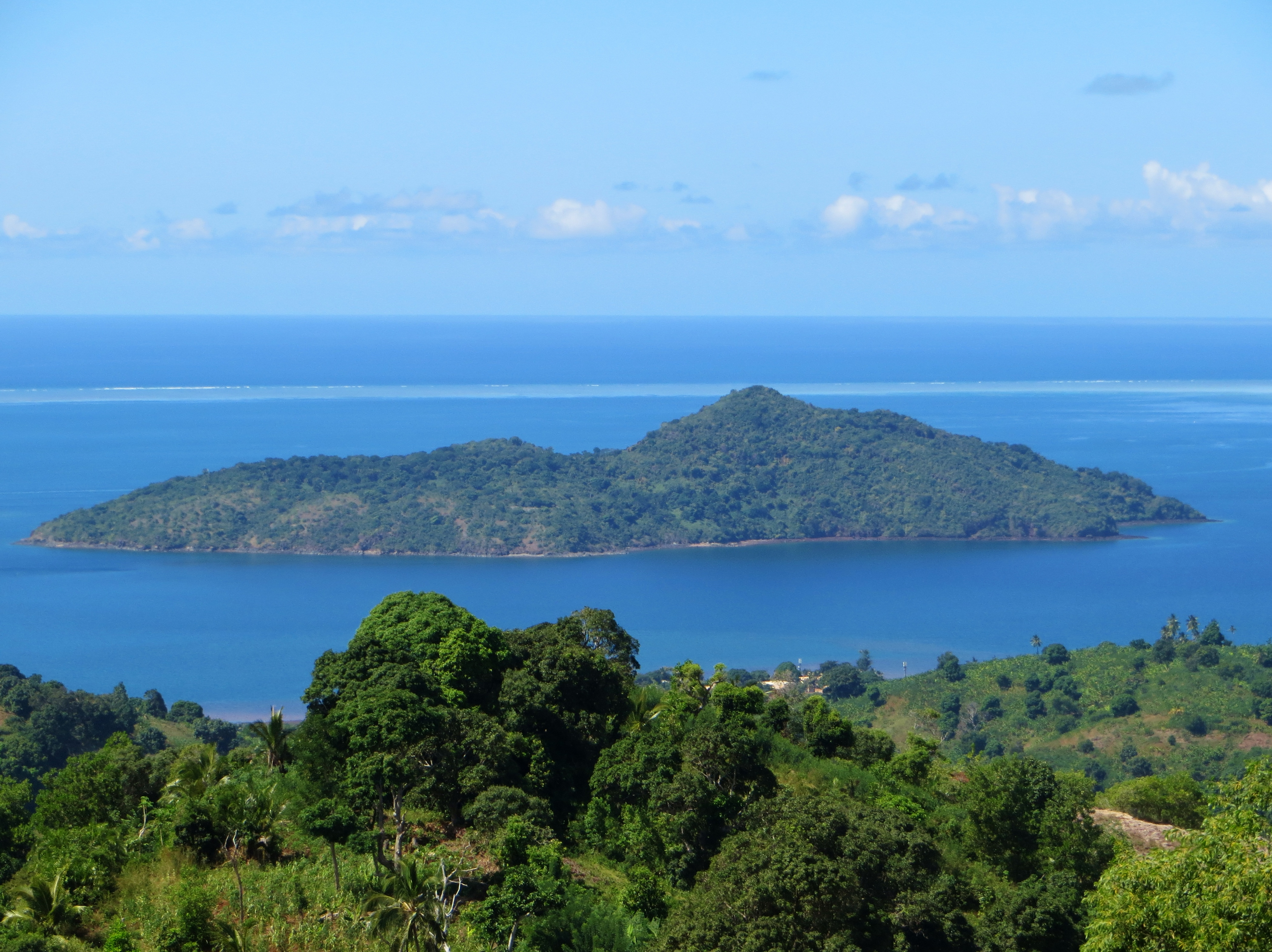
L'îlot M'Bouzi vu depuis les hauteurs de la Grande Terre.

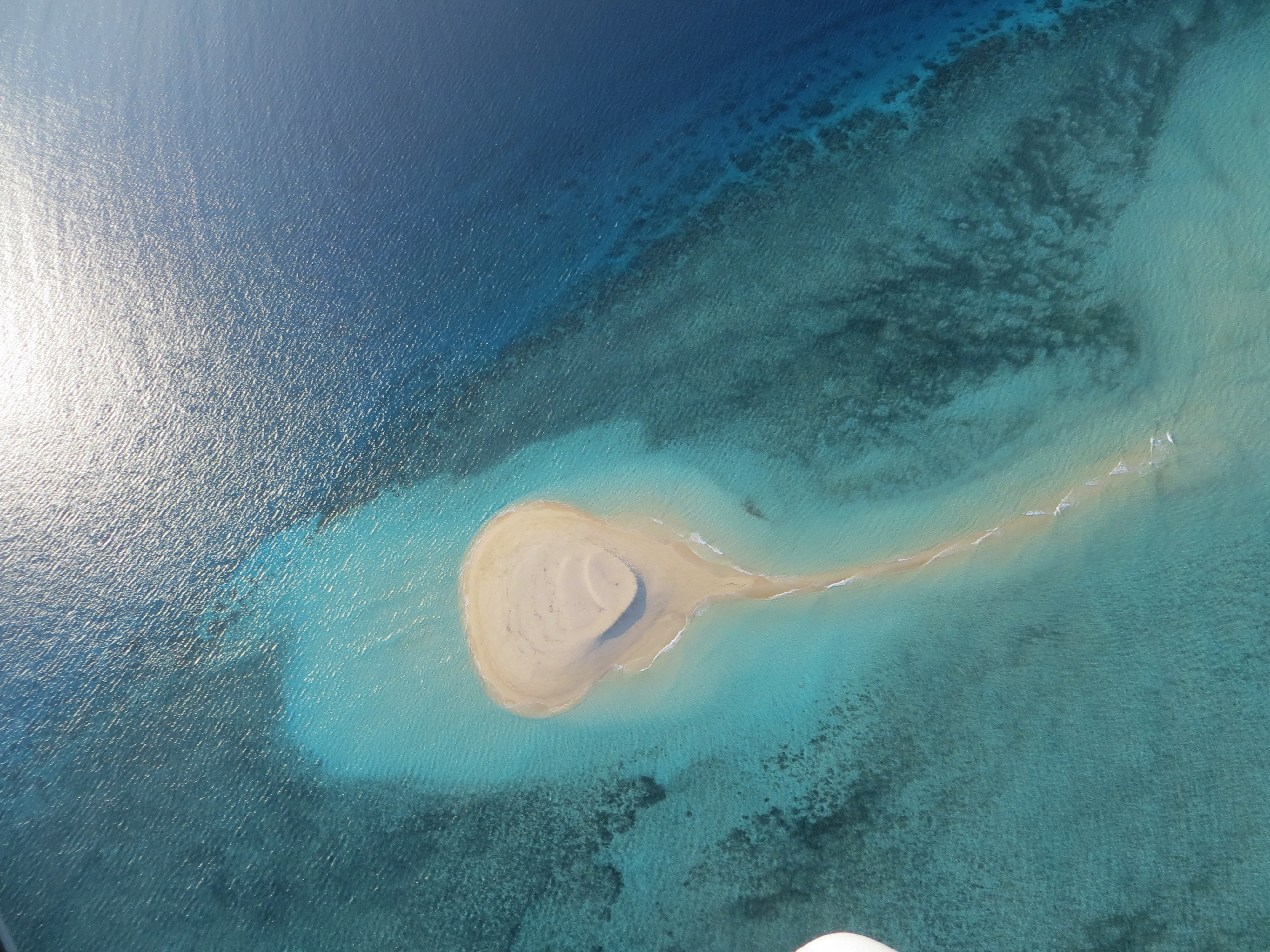
Îlot de Sable Blanc.

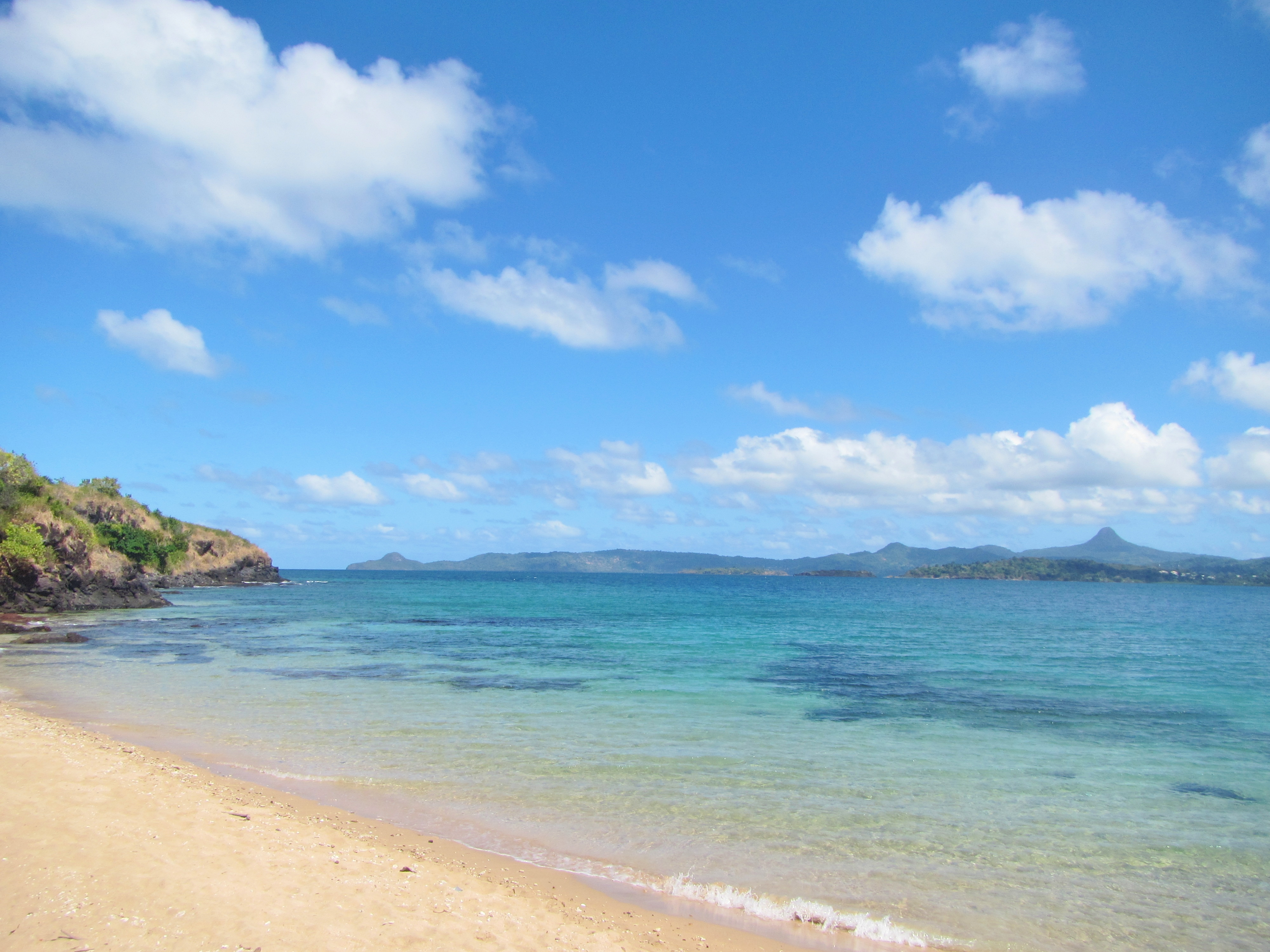
Vue sur le sud depuis la plage ouest de l'îlot Bandrélé. On distingue notamment le Mont Choungui.

Mayotte comprend cinq îles principales :
- Grande-Terre, 363 km2, mesure 39 km de long par 22 km de large. Elle abrite Mamoudzou, qui est la capitale économique de Mayotte et qui accueille le siège du conseil départemental et la préfecture ;
- Petite-Terre (ou îlot Pamanzi), avec Dzaoudzi (chef-lieu officiel de Mayotte) et Pamandzi (où se situe l'aéroport). Elle fait 11 km2 ;
- l'îlot Mtsamboro est la troisième île par sa dimension (2 km2). Il est habité de façon permanente entre autres par des pêcheurs, mais sans construction en dur ni équipement urbain (électricité, eau...) ;
- l'îlot Mbouzi (84 ha), ancienne léproserie[1], est classé en réserve naturelle (géré par l'association des Naturalistes de Mayotte[2]) ;
- l'îlot Bandrélé est la cinquième plus grande île.

Seules les trois premières sont habitées de manière permanente, mais plusieurs autres reçoivent régulièrement des pêcheurs et des campeurs ; elles sont dépourvues de toute installation ou équipement (malgré la présence occasionnelle de constructions illégales), et des mesures écologiques y sont en vigueur.
En plus de ces îles principales d'origine volcanique, de nombreuses autres îles et îlots sont présents autour du lagon, certains émergeant du platier, comme l'îlot Sada  et d'autres possédant leur propre récif. On compte aussi plusieurs bancs de sable (appelés « cayes » en français, « motu » en polynésien ou « fushi » en maldivien), comme l'Îlot de Sable Blanc, la plus grande île d'origine corallienne (constituée entièrement de sable, sans végétation ni relief) ; il est situé à proximité du parc marin de Saziley (aire marine protégée). Plusieurs autres îlots de sable blanc émergent à marée basse en plusieurs endroits de la barrière externe ou à proximité de certains îlots (un au sud de l'îlot Mtsamboro, l'« îlot des sternes » au nord, le petit îlot blanc au sud, etc.). 
Certains de ces îlots, prisés des touristes, subissent une importante pression écologique (pollution, surfréquentation, destructions volontaires ou non...) ; d'autres hébergent également des populations clandestines qui défrichent la forêt pour y cultiver des plantations vivrières (essentiellement l'îlot Mtsamboro). 
Depuis le 12 mars 2009, tous ces îlots sont administrés et protégés par le Conservatoire du littoral (l'îlot M'bouzi faisant toutefois l'objet d'une délégation de gestion à l'association des Naturalistes de Mayotte). Plusieurs îlots, vierges de certaines menaces ravageant les îles principales (chats, rats, pollution...), hébergent des espèces patrimoniales, notamment des oiseaux marins comme le Paille-en-queue, très sensible aux prédateurs terrestres. 

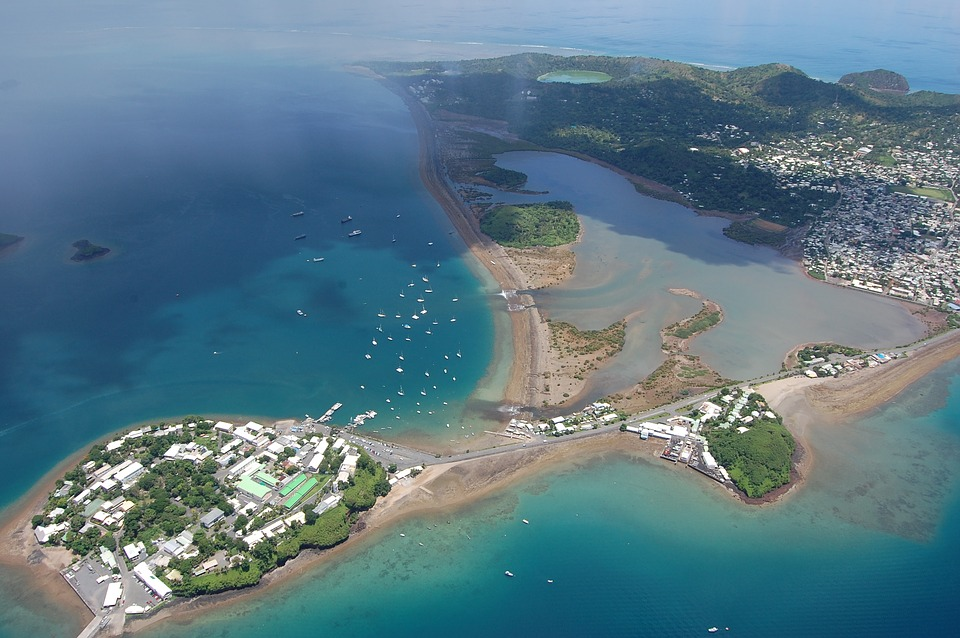
Le rocher de Dzaoudzi, le boulevard des Crabes, la vasière des Badamiers et une partie de Petite-Terre, vus d'avion.
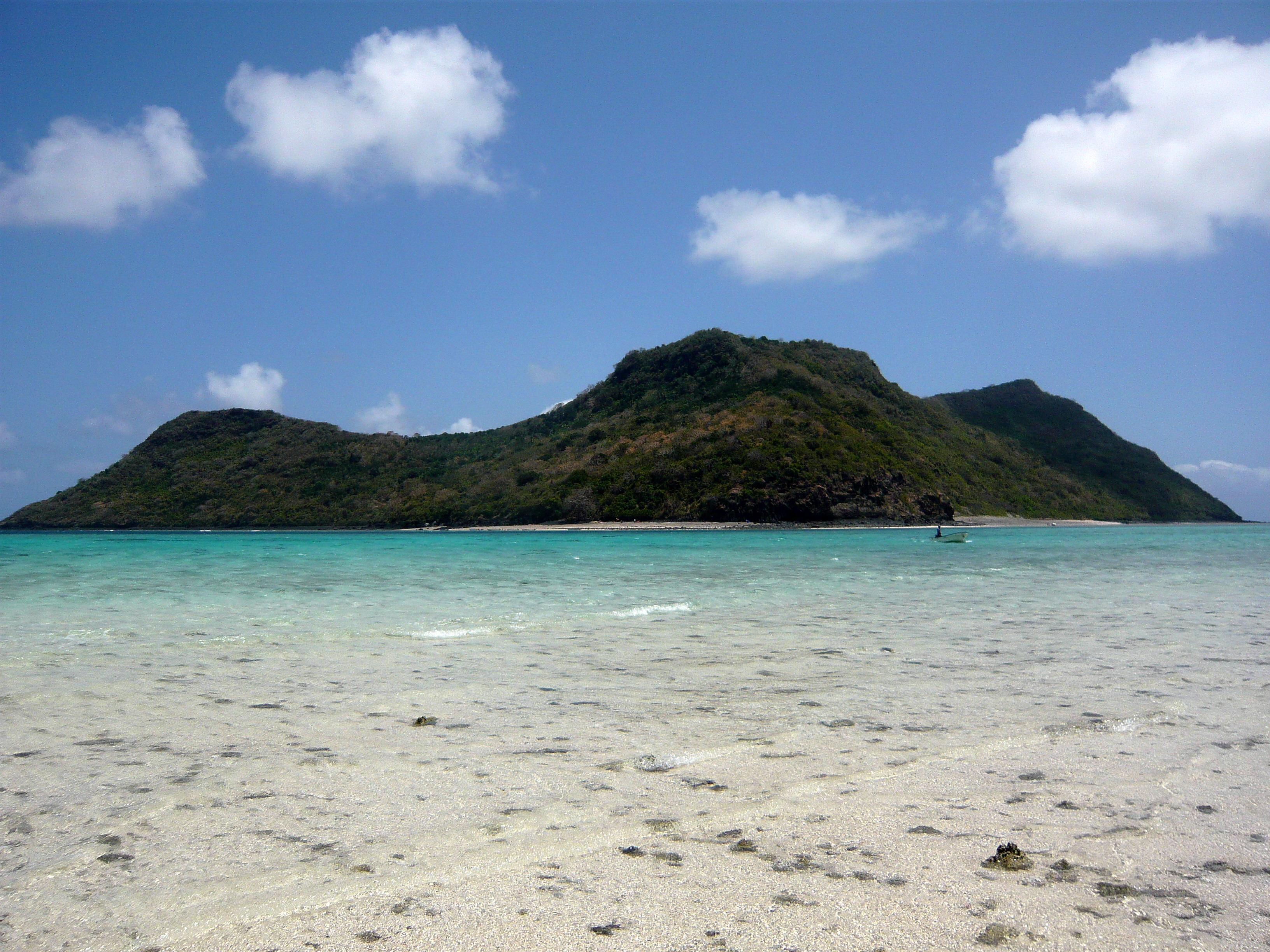
îlot Mtsamboro.
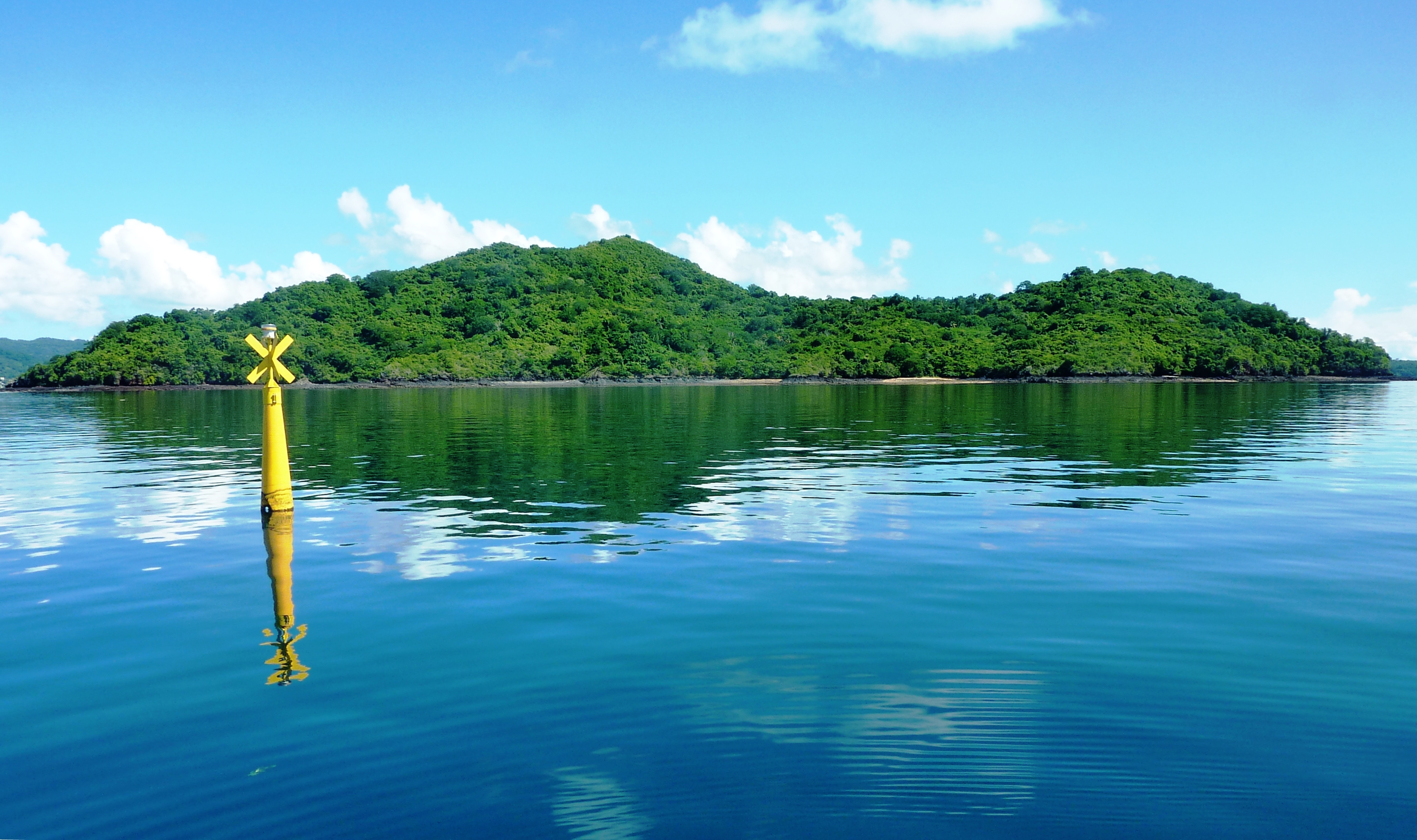
îlot M'bouzi.
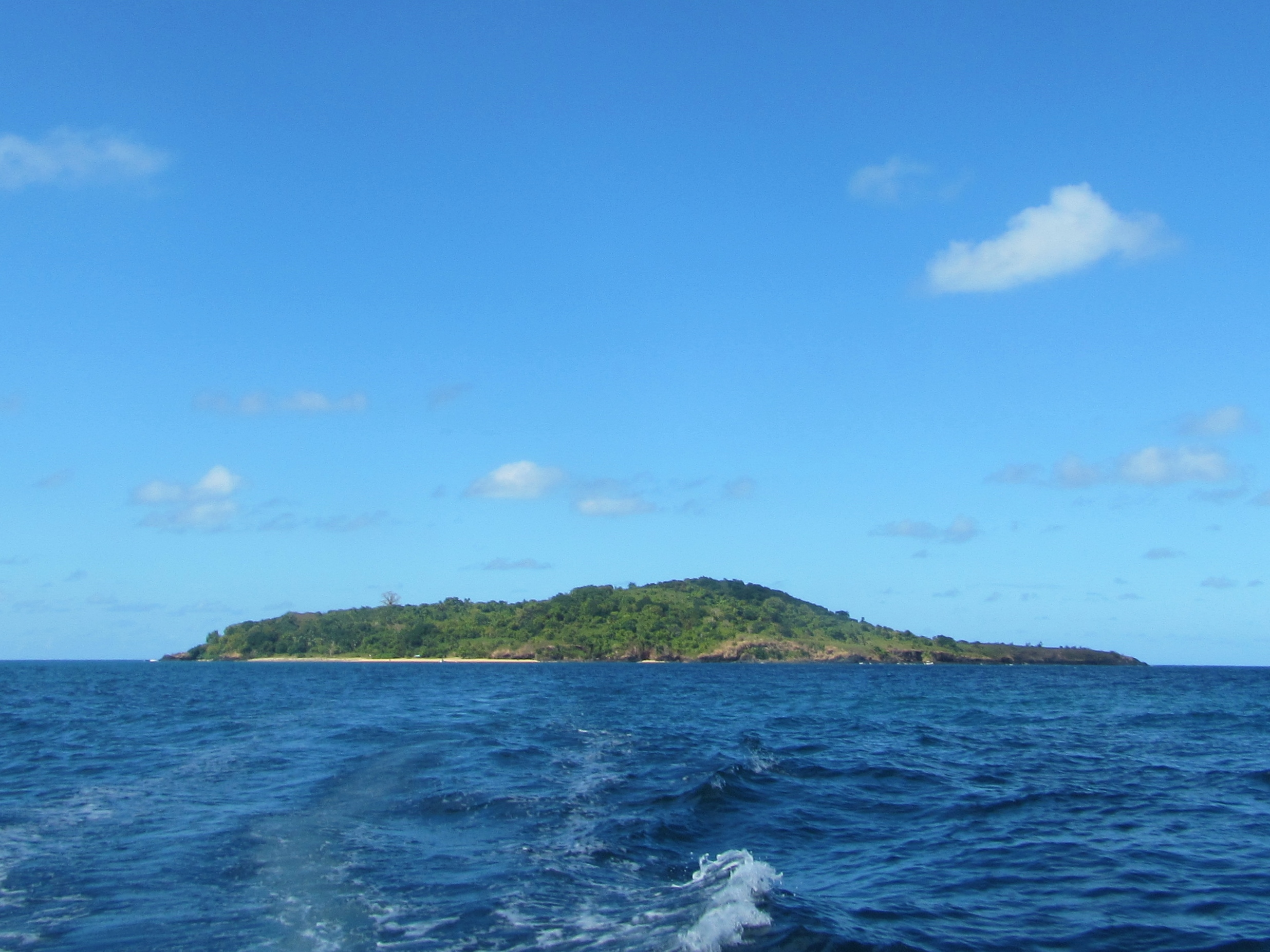
îlot Bandrélé.
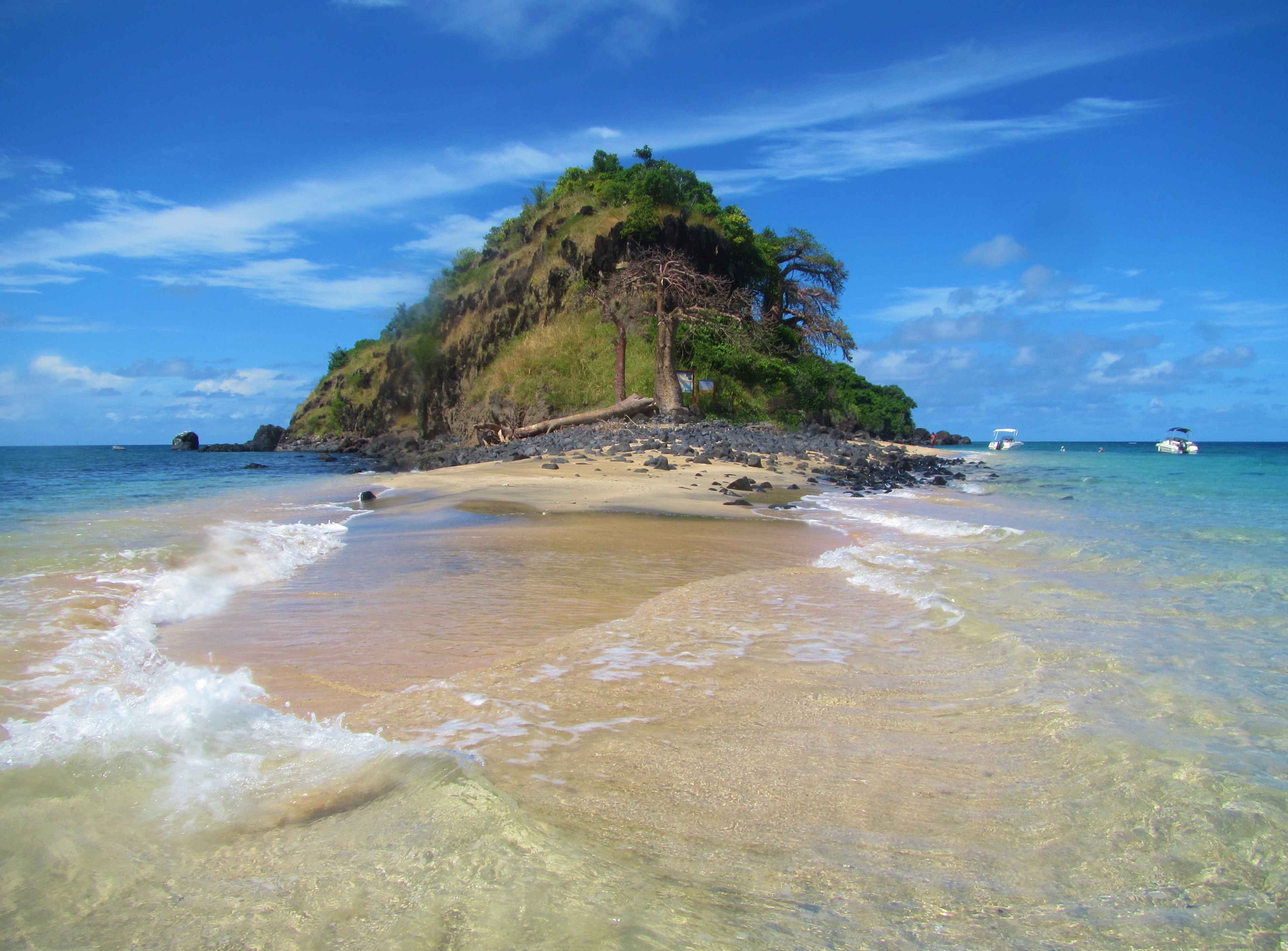
Îlot Bambo.

## Liste
- Îles habitées : 
  - Grande-Terre (ou Mahoré) ;
  - Petite-Terre (ou Pamanzi) ;
  - îlot Mtsamboro (ou Chissioua ya M'tsamboro) ;
- grandes îles :
  - îlot M'bouzi ;
  - îlot Bandrélé ;
  - îlot Bambo ;
  - îlot de Sable Blanc (Mtsanga Tsoholé) ;
- îlots : 
  - au nord :
    - îlot  Handréma ;
    - îlots Choazil :
      - Malandzamia-ya-jou ;
      - Malandzamia-ya-tsini ;

    - îlot des sternes (banc de sable blanc visible surtout à marée basse) ;
    - îlot Mtsongoma ;
    - îlot Mtiti ;
    - îlot blanc de Longoni ;
    - îlots entre Petite-Terre et Grande-Terre (îlots Effatsy) :
      - îlot Kakazo ;
      - îlot Mognameri (ou Monye Amiri) ;
      - îlot Vatou ;
      - îlot Ziné ;
      - îlot Aombe (ou Gombé Ndroumé) ;

  - à l'est :
    - îles Hajangoua :
      - Kolo Issa ;
      - Pengoua ;
      - Pouhou ;

  - au sud :
    - îlot M'bouini ;

  - à l'ouest :
    - îlot Karoni ;
    - îlot Sada.

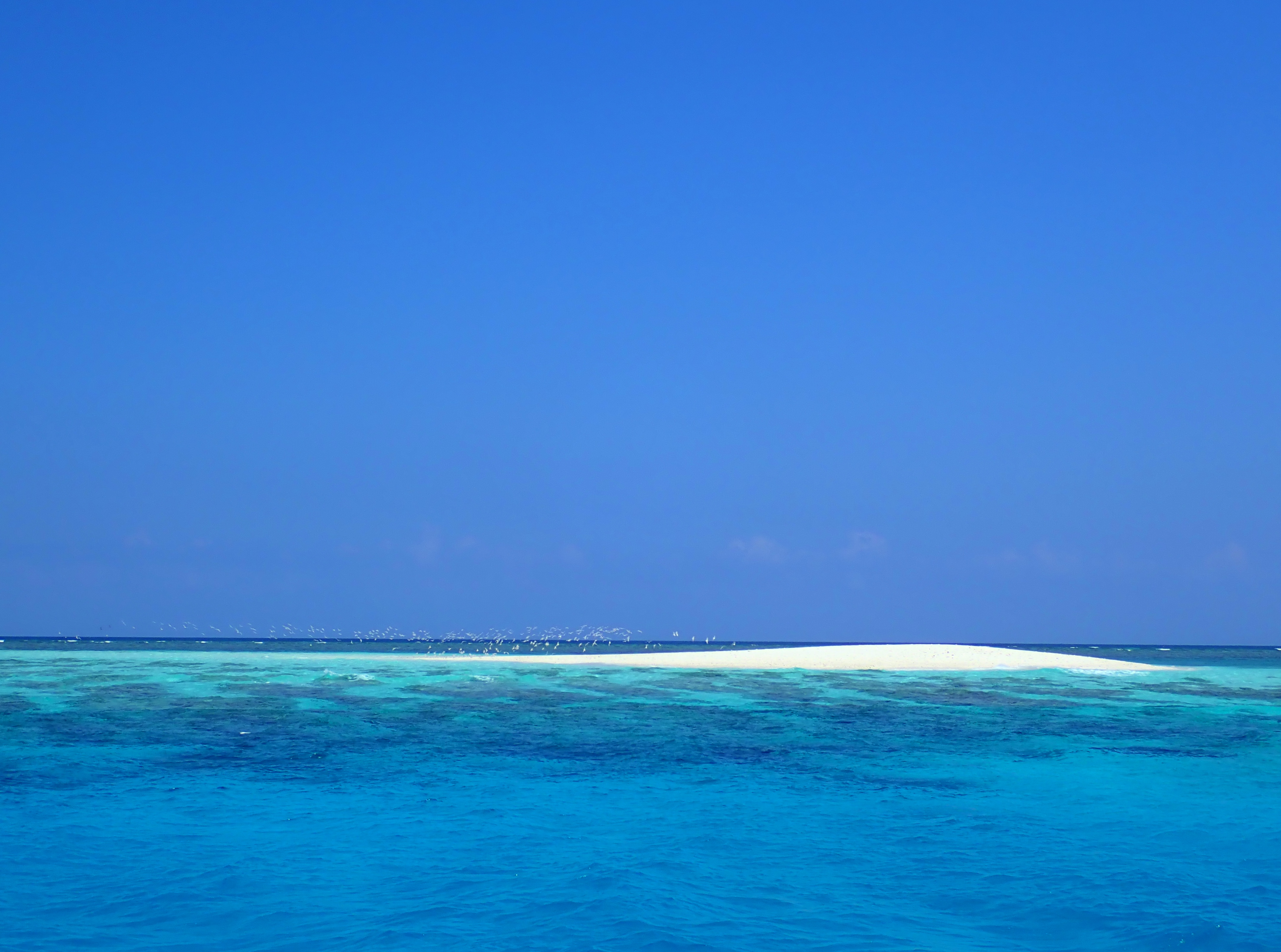
L'îlot des sternes (émergé seulement à marée basse).
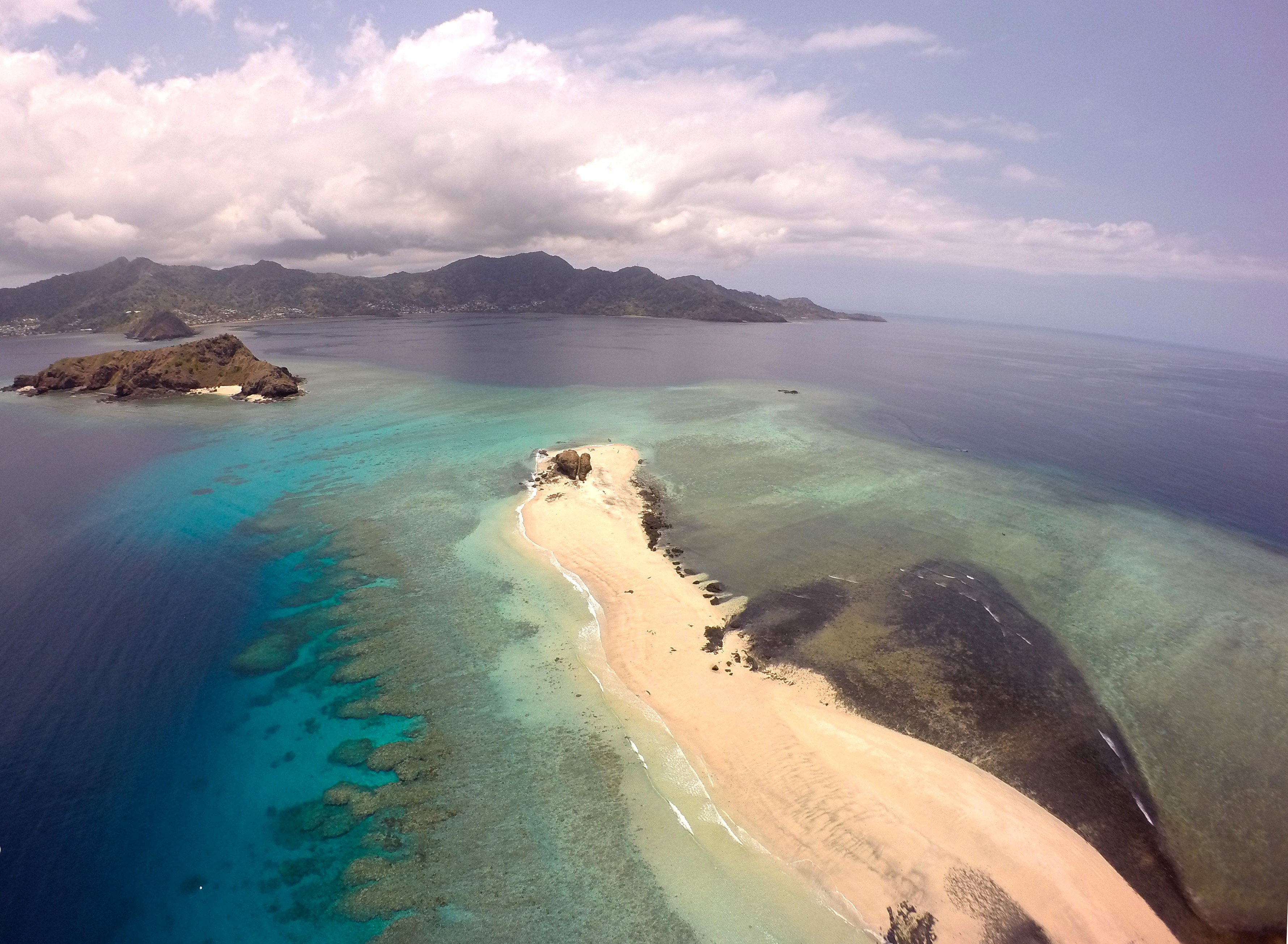
Ilôts Choisil.
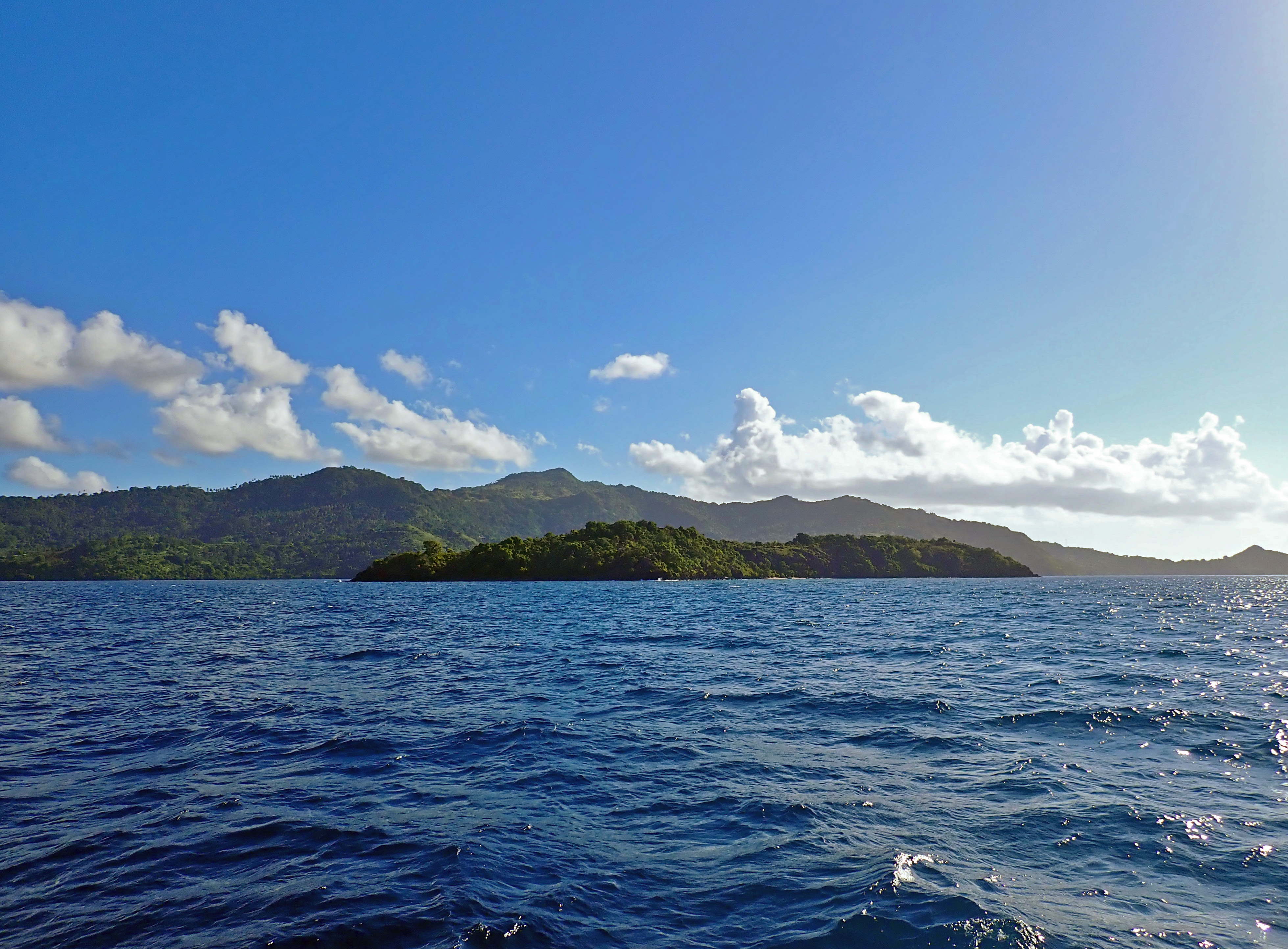
Îlot Handréma.
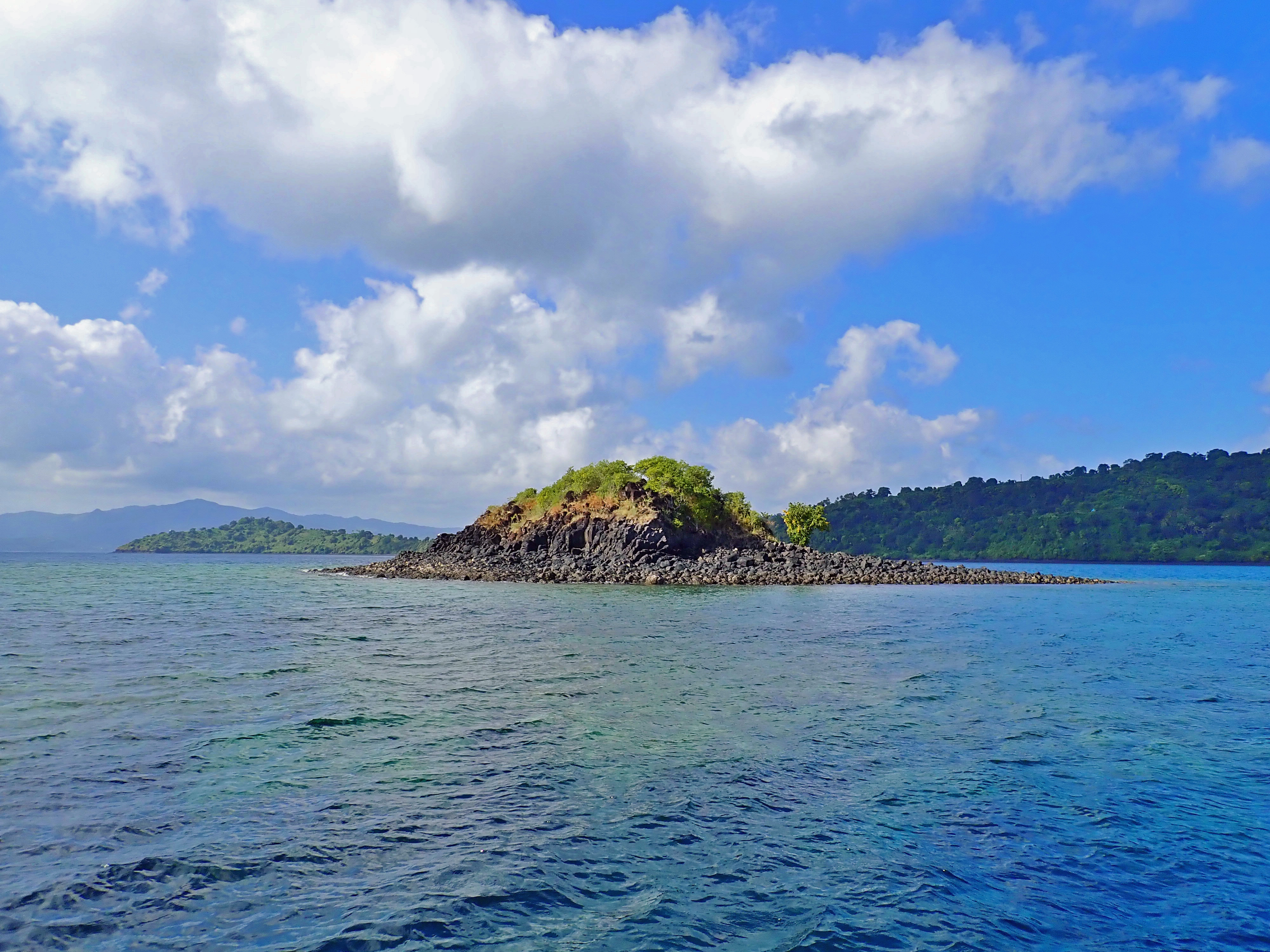
Îlot Mtiti.
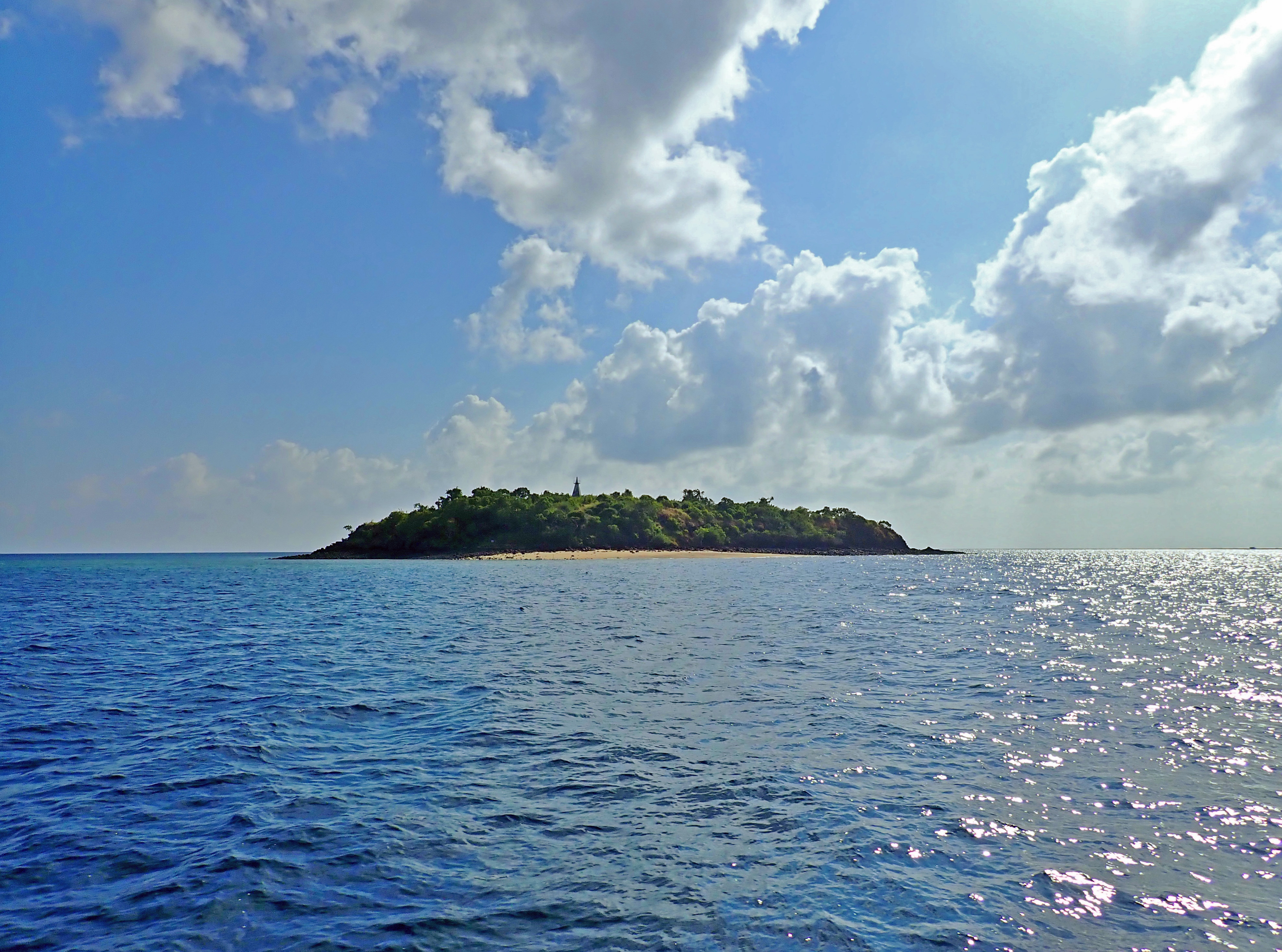
Îlot Mtsongoma.
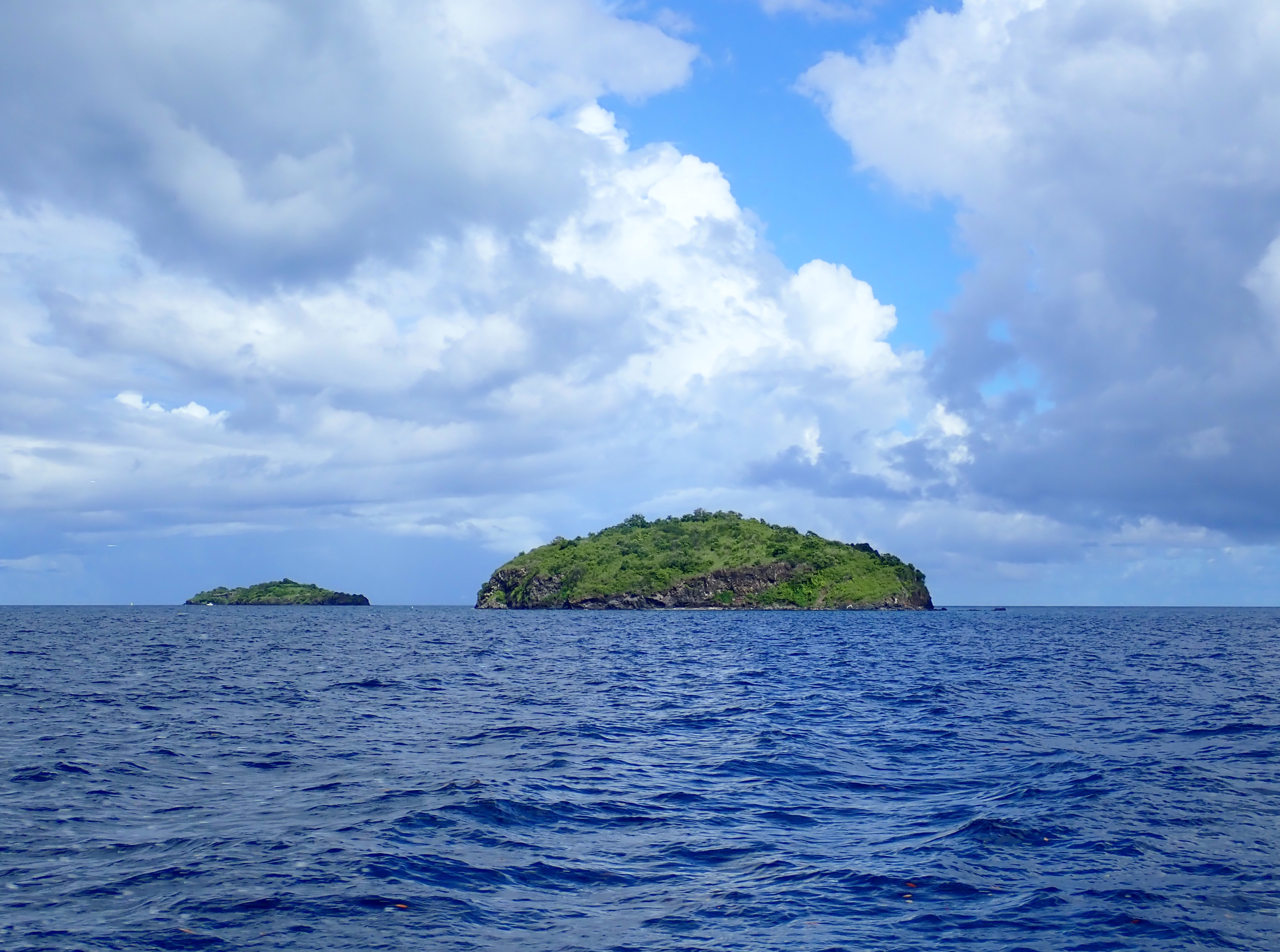
Les Îles Hajangoua (Kolo Issa et Pengoua).
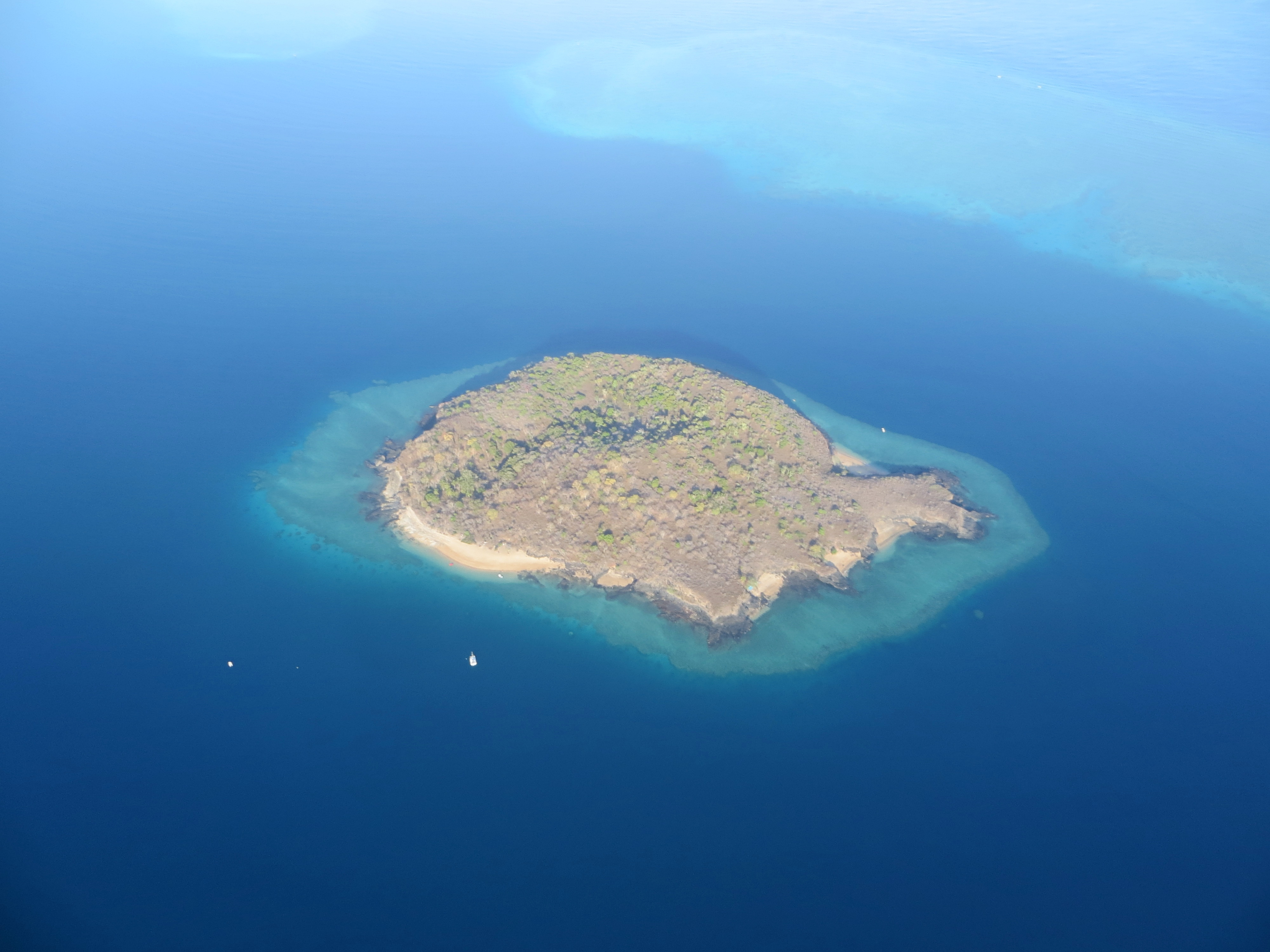
Vue aérienne de l'Îlot Bandrélé.
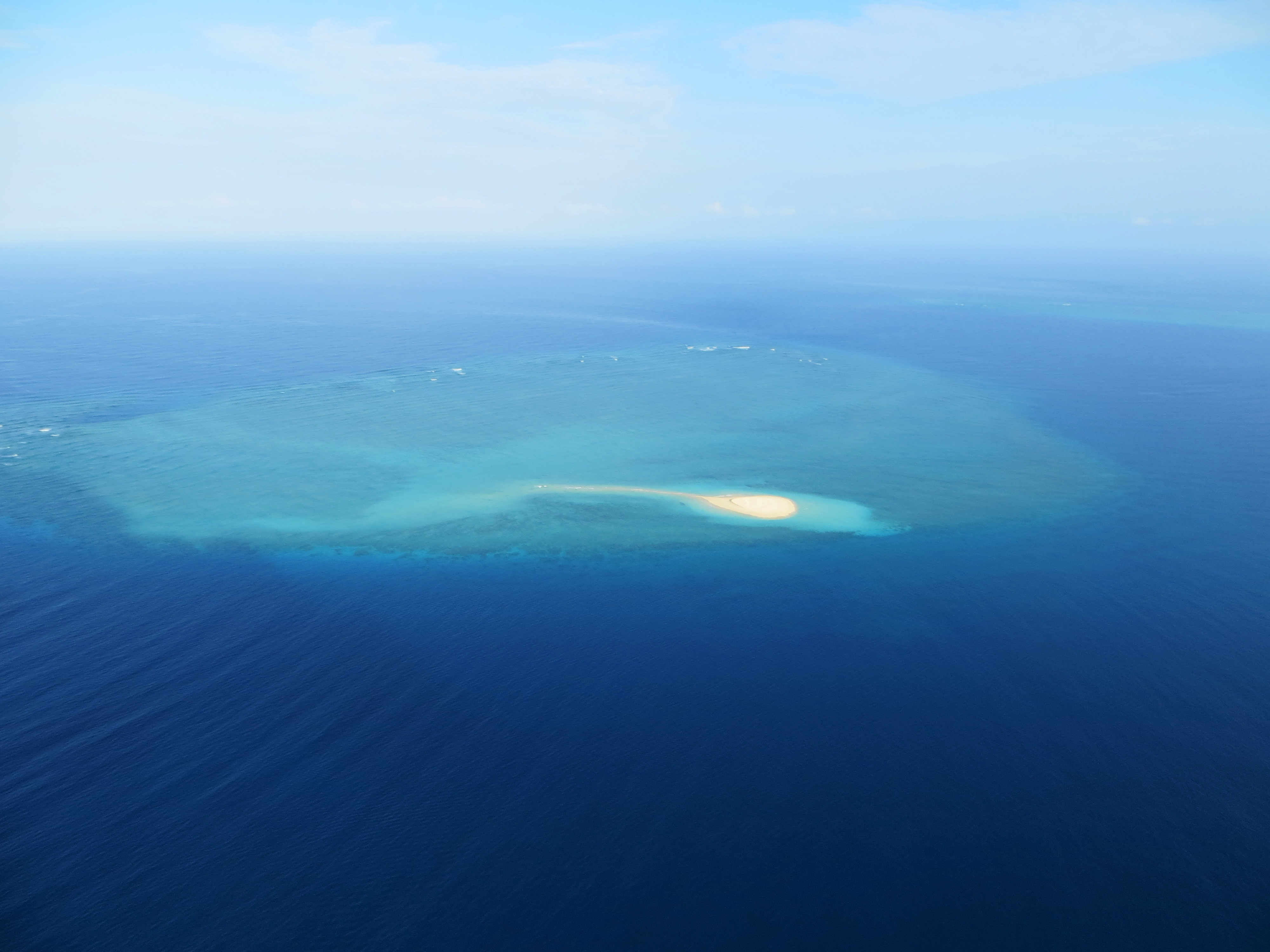
Vue aérienne de l'Îlot de Sable Blanc.
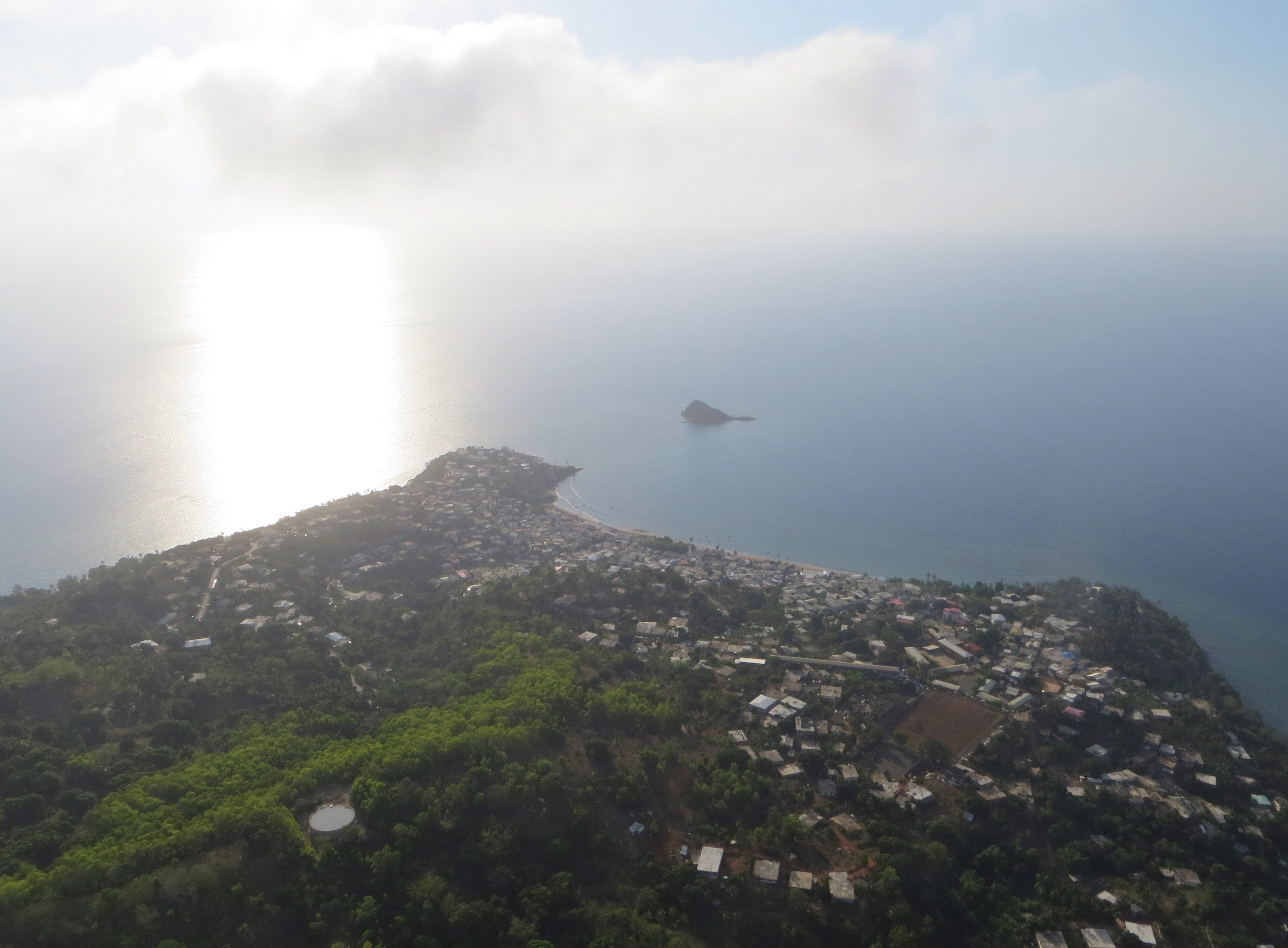
Vue aérienne de Sada, avec l'îlot Sada.
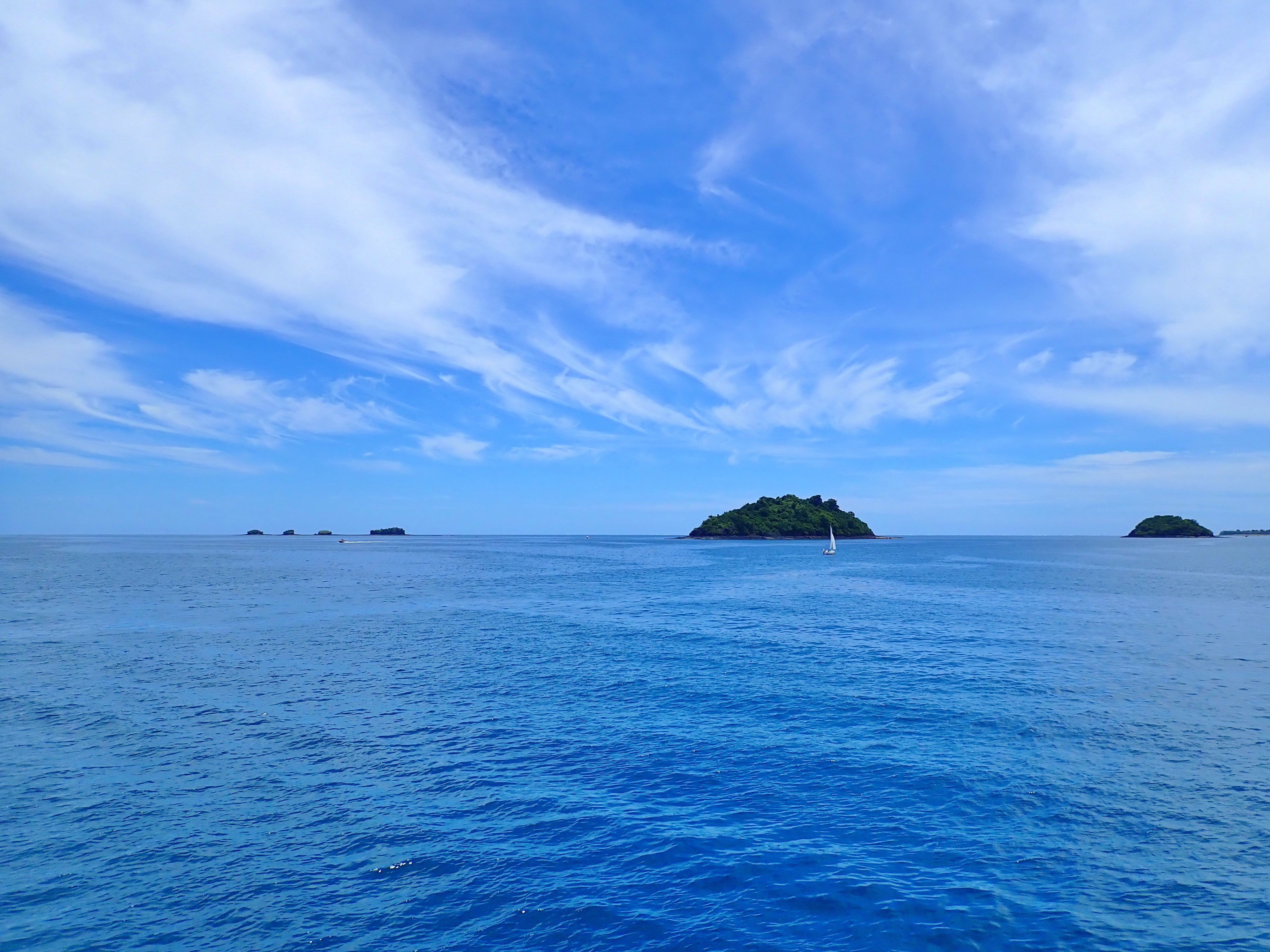
Vue depuis le sud-est des îlots séparant Grande-Terre de Petite-Terre : les « 4 frères » (îlots Ziné), îlot Monye Amiri, îlot Kakazou et îlot Vatou.
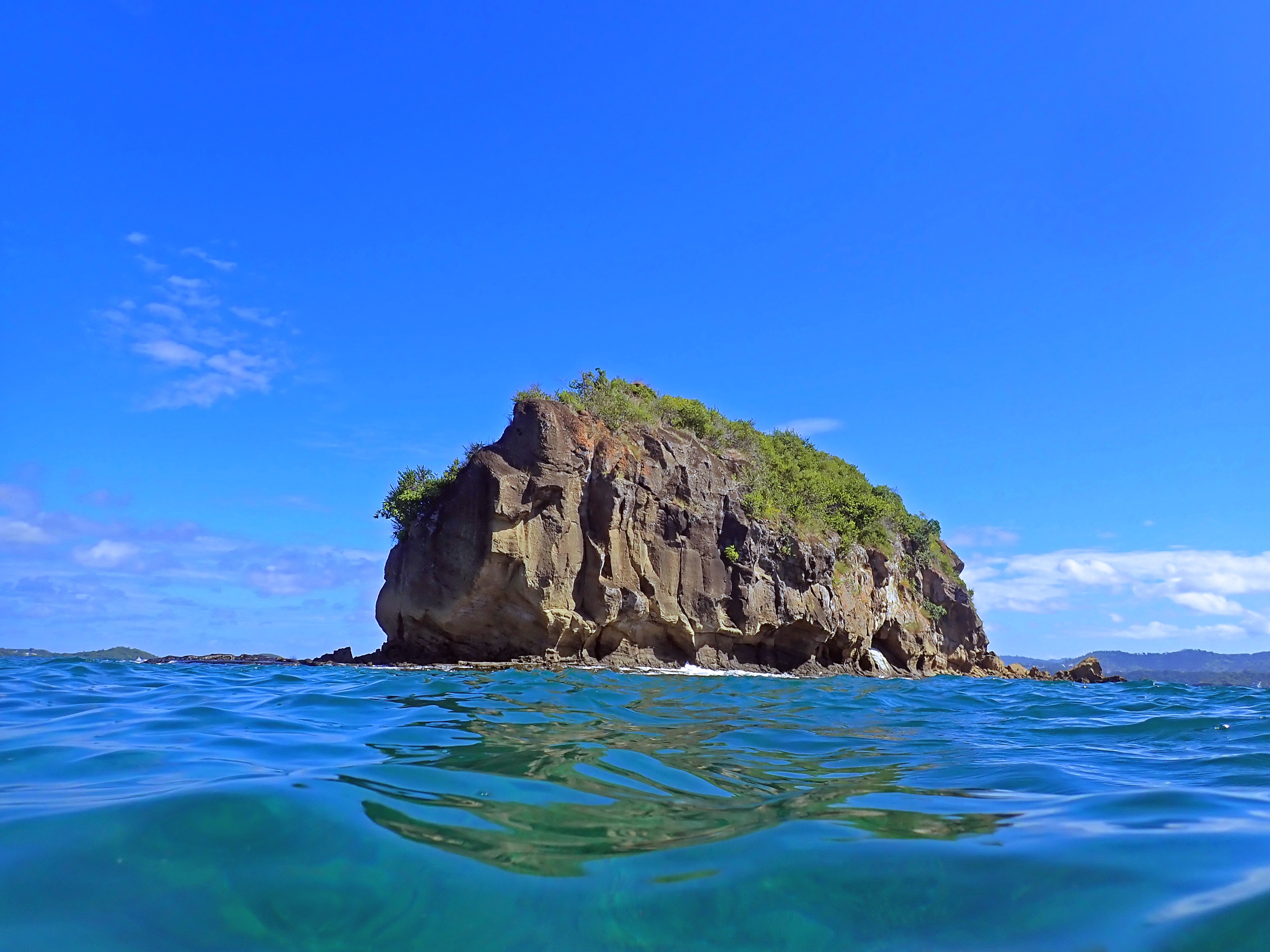
L'îlot Gombé Ndroumé.
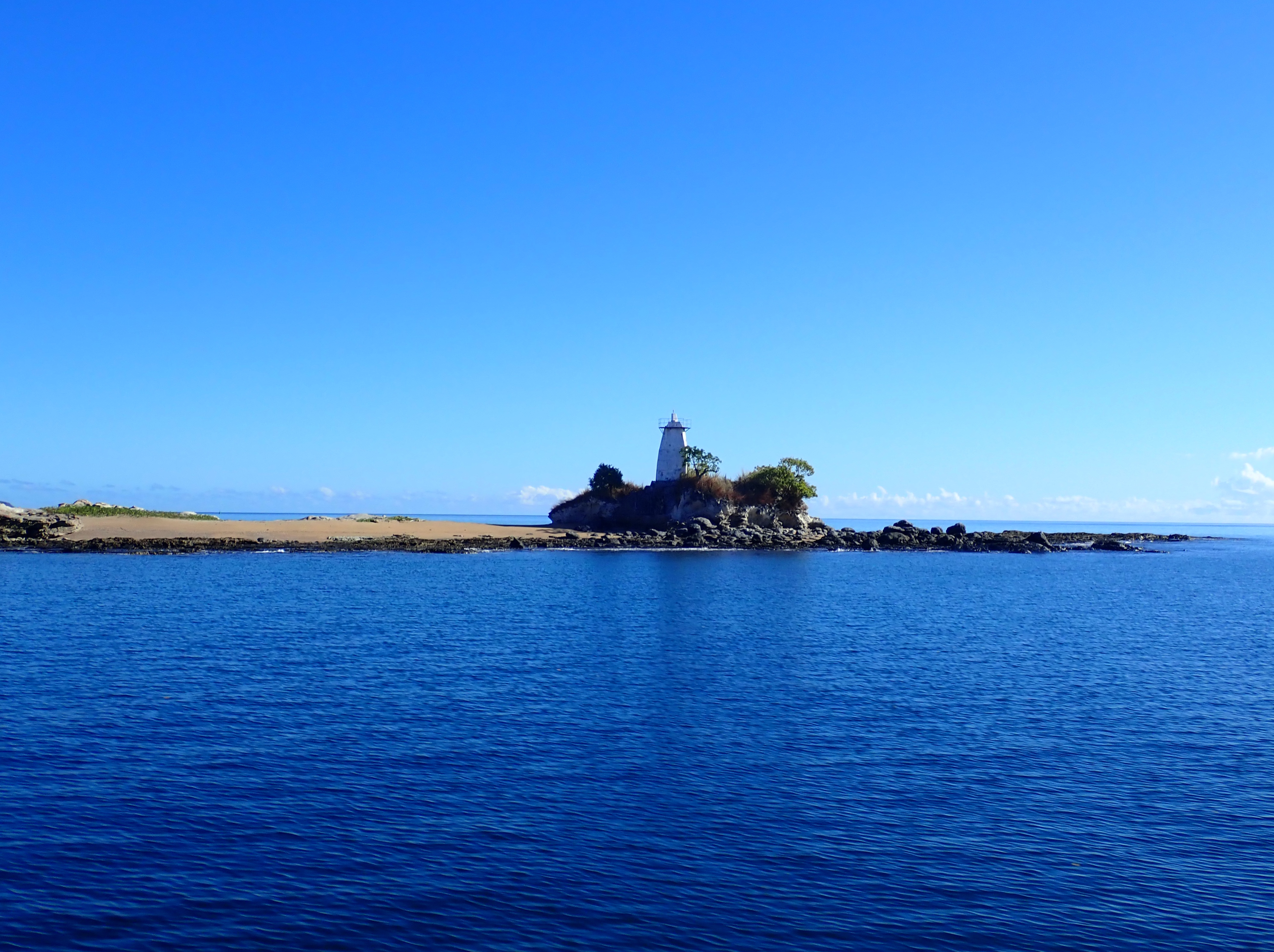
L'îlot blanc de Longoni, avec son amer.
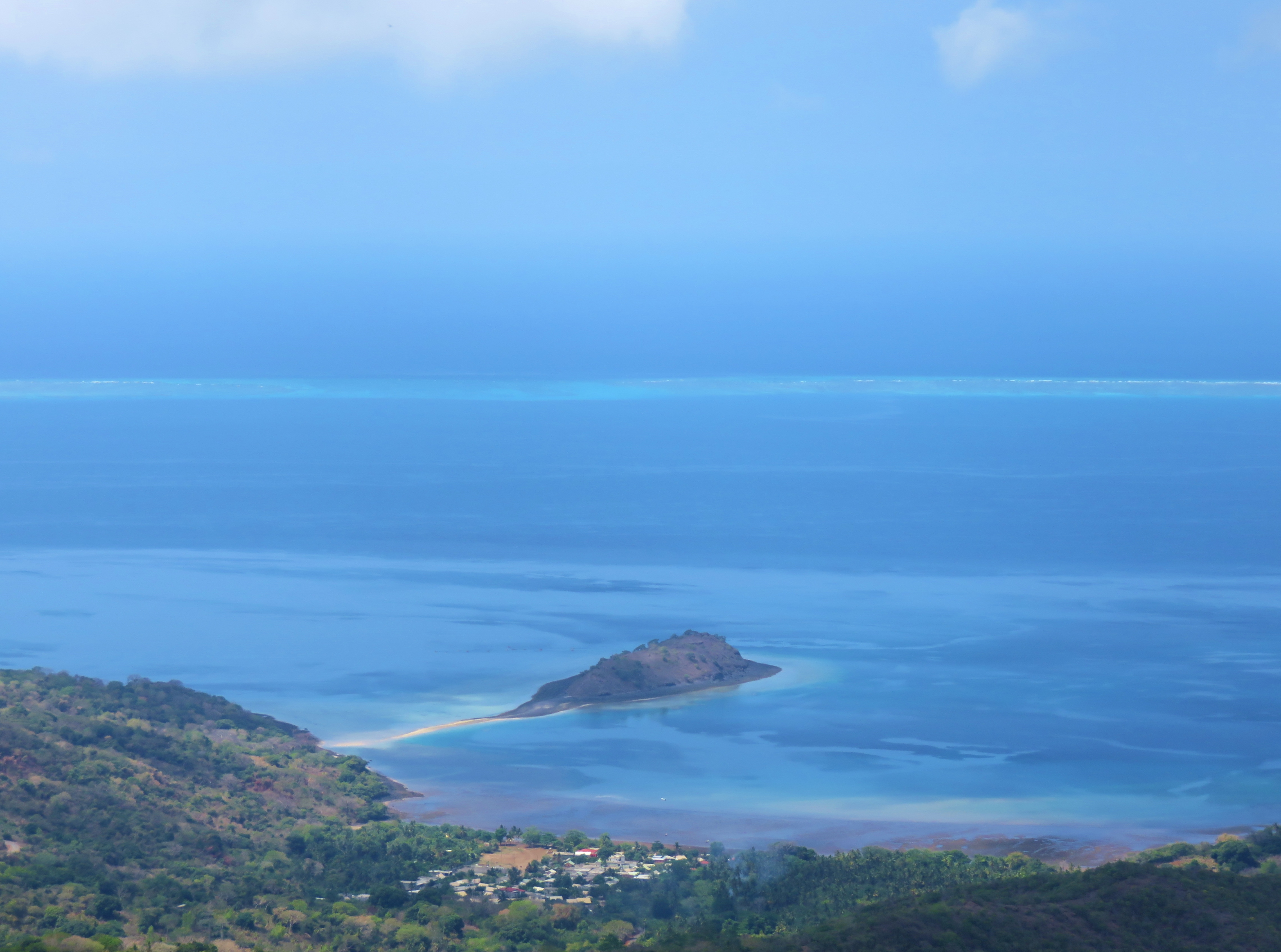
L'îlot Mbouini, au sud.
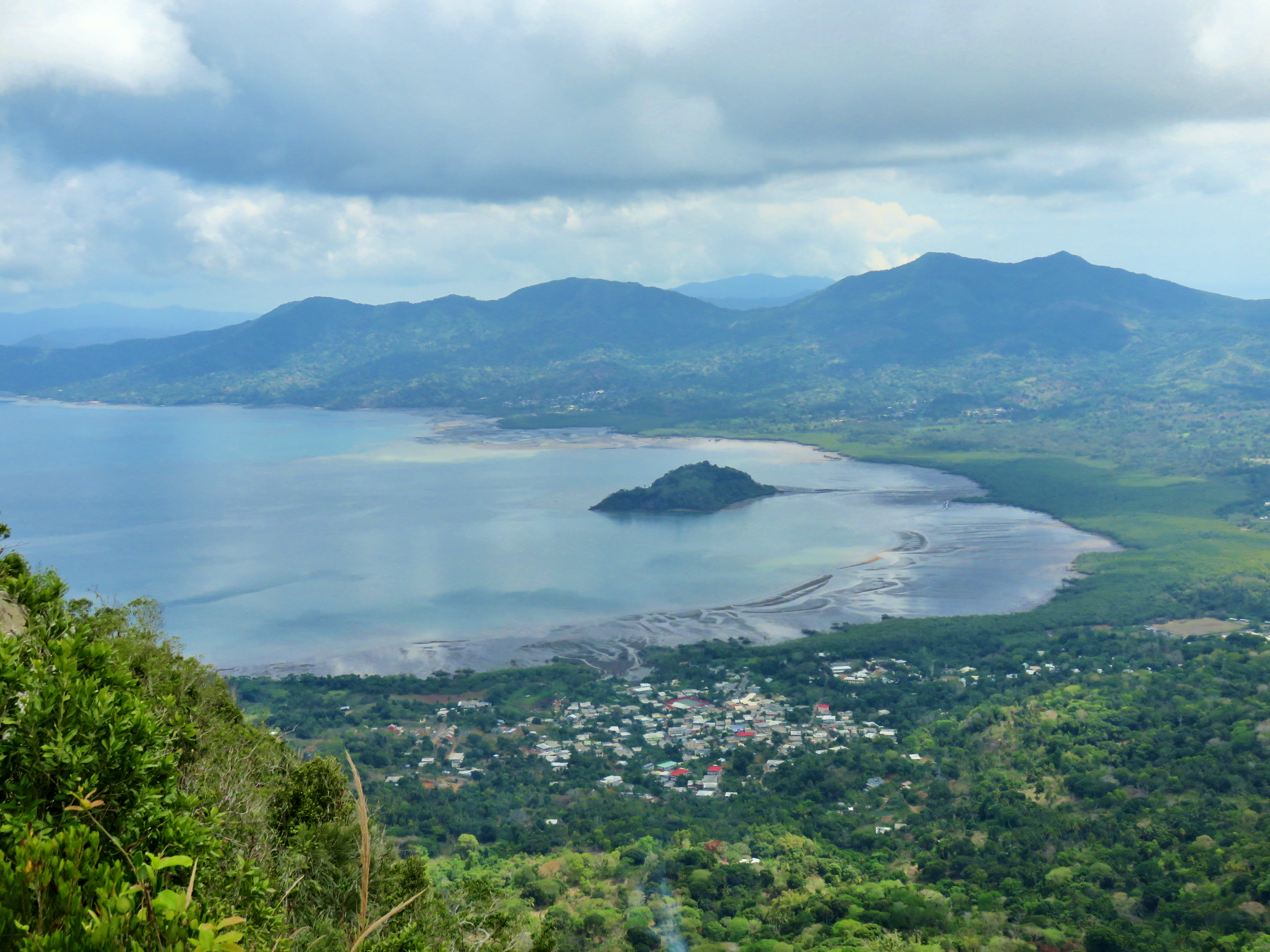
L'îlot Karoni, dans la baie de Bouéni.